# 穿越辐射
穿越辐射（英語：Trainsition Radiation，TR）是带电粒子穿过不均匀的介质时发射的电磁辐射，比如带电粒子穿越两种不同介质的边界。这不同于切伦科夫辐射，后者是带电粒子在穿过均匀介质时，速度大于电磁波在该介质中相速度所发出的电磁辐射。

## 历史
穿越辐射由金兹堡和弗兰克在1945年给予理论证明 。 他们发现了带电粒子垂直穿过两种不同的均匀介质时，穿越辐射的存在。在带电粒子运动的反方向，穿越辐射主要在可见光波段。辐射的强度对数正比于粒子的洛伦兹因子。在首次观察到可见光波段的穿越辐射后 ，许多早期研究表明，采用可见光波段的穿越辐射来检测和鉴别不同粒子的方法严重受限于较低的辐射强度。
1959年，Garibian表明对极端相对论粒子，穿越辐射还应出现在X射线波段，这使得穿越辐射再度引发了人们的兴趣。Garibian的理论预测了一些X射线波段的穿越辐射的显著特点 。 他理论证实，在穿越介质和真空边界从而发出穿越辐射时，极端相对论粒子的能量损失直接正比于其洛伦兹因子。这一理论发现，使得穿越辐射在高能物理中的应用得到了可能。 
因此从1959年开始，有大量的理论和实验来研究穿越辐射，尤其是X射线波段的穿越辐射。

## 光学渡越辐射
光学渡越辐射（OTR）是相对论性带电粒子穿越两种介电常数不同的介质时产生的。该辐射是运动的粒子在两种介质中激发的电磁场的麦克斯韦方程的两个非齐次解的齐次差分。换句话说，因为粒子在不同介质中激发的电磁场不同，它必须在飞越边界时“抖掉”这个差别。带电粒子的穿越辐射能损取决于它的洛伦兹因子γ = E/mc2并且方向有一个与1/γ同阶的，取决于粒子的路径的夹角。激发的穿越辐射粗略来讲与粒子能量E成正比。
光学渡越辐射激发时有向前和被介质表面反射的两部分。在介质表面与粒子束成45°角时，束流的形状会呈90°。更细致的分析可以得到γ和发射率。
在相对论性估算中（{\displaystyle \gamma \gg 1}），即小角（{\displaystyle \theta \ll 1}）高频（{\displaystyle \omega \gg \omega _{p}}），能谱可以表现为:
{\displaystyle {\frac {dI}{d\nu }}\approx {\frac {z^{2}e^{2}\gamma \omega _{p}}{\pi c}}{\bigg (}(1+2\nu ^{2})\ln(1+{\frac {1}{\nu ^{2}}})-2{\bigg )}}
设{\displaystyle z}为原子序数，{\displaystyle e}为元电荷, {\displaystyle \gamma }为洛伦兹因子, {\displaystyle \omega _{p}}为等离子震荡频率。在低频状况下近似失效。总能损为：
{\displaystyle I={\frac {z^{2}e^{2}\gamma \omega _{p}}{3c}}}
这种电磁辐射的性质使其很适合粒子鉴别，尤其是动量分布在1 GeV/c到100 GeV/c的电子和强子。
由电子穿越辐射产生的光子的波长分布在X光波长，其典型能量在5~15 keV。但是，每次介面穿越产生的光子数比较小：对于γ = 2×103的粒子，约有0.8个X射线波长的光子可以被探测到。通常会使用数层交替拜访的材料或组分来手机足够多的穿越辐射光子来做充分的测量——比如说，在一层探测器（比如微条气体室）上的惰性材料。
通过在精准控制的厚度的上放置箔层以分割介质，相干效应会改变穿越辐射的谱和角参数。这会导致一个在更小的角“容量”内的更高的光子数。这种X射线源的应用因为如下的原因而被限制，即辐射仅在一个锥形范围内被激发，并且它中心的辐射密度是最小的。适合于这种辐射模式的X射线聚焦仪器（晶体、透镜等）不容易被制造。